# Deweyville (Utah)
Deweyville város az USA Utah államában, Box Elder megyében. Lakosainak száma 417 fő (2020. április 1.).

## Története
A települést John C. Dewey alapította 1864-ben. 1873-ban postát hoztak létre. 1877-ben megszervezték az LDS egyházközséget. Deweyville az Utah Northern Railroad (Utah Északi Vasút) egyik megállója volt. Az Oregon Short Line Railroad 1874-ben átvette a Utah Northern Line-t, és a síneket szabványos nyomtávolságúra alakította át. A város 1901-ig a Bear River-völgy fő hajózási pontjaként szolgált. 1941-ben a településen vízellátó rendszert telepítettek.

## Népesség
A település népességének változása:
| Lakosok száma | 332  | 325  | 417  |
|               | 2010 | 2012 | 2020 |